# ARTICLE 19
ARTICLE 19 is een internationale niet-gouvernementele organisatie die zich richt op de bescherming van de rechten van de mens en met name op de vrijheid van meningsuiting en openbaarheid van bestuur. De organisatie werd in 1987 opgericht en is sinds 2009 gevestigd in het Free Word Centre in Londen.
De naam van de organisatie is ontleend aan artikel 19 van de Universele Verklaring van de Rechten van de Mens, die luidt:

Een ieder heeft recht op vrijheid van mening en meningsuiting. Dit recht omvat de vrijheid om zonder inmenging een mening te koesteren en om door alle middelen en ongeacht grenzen inlichtingen en denkbeelden op te sporen, te ontvangen en door te geven.

ARTICLE 19 is onderzoekt wereldwijd bedreigingen van de vrije meningsuiting, lobbyt bij regeringen om bepaalde wetgeving aan internationale standaarden van aan te passen en levert concepten voor standaarden voor massamedia, publieke omroepen, vrije meningsuiting en openbaarheid van bestuur.
Verder zorgt het voor juridische ondersteuning en advies aan personen wier rechten geschonden zijn. ARTICLE 19 is een van de oprichters van het internationale netwerk International Freedom of Expression Exchange.